# Кіщук Василь Федорович
Василь Федорович Кіщу́к (нар. 15 січня 1904, Річка — пом. 23 грудня 1977, Косів) — український майстер різьблення на дереві; член Спілки радянських художників України з 1953 року. Брат різьбяра Миколи Кіщука.

## Біографія
Народився 15 січня 1904 року в селі Річці (нині Косівський район Івано-Франківської області, Україна). Був оним із організаторів різьбярської артілі «Гуцульщина» у Косові (нині художня фабрика «Гуцульщина»), протягом 1939—1977 років у ній працював. Одночасно у 1946—1948 роках працював інструктором з художньої різьби по дереву в Косівському художньо-промисловому училищі. Член ВКП(б) з 1948 року.
Жив у Косові в будинку на вулиці Шевченка, № 6. Помер у Косові 23 грудня 1977 року

## Творчість
Створював топірці, письмове приладдя, декоративні тарелі (зокрема «Ленінському комсомолу 50 років», 1968; Івано-Франківський краєзнавчий музей), шахи, скриньки, оздоблюючи кольоровим бісером, металом. Співавтор різьбленого гарнітуру меблів для Кремлівського палацу з'їздів (Москва, 1947).
Брав участь у республіканських виставках з 1949 року, зарубіжних — з 1948 року.
Крім Івано-Франківського краєзнавчого музею, роботи майстра зберігаються Національному музеї українського народного декоративного мистецтва у Києві та Національному музеї народного мистецтва Гуцульщини та Покуття імені Йосафата Кобринського у Коломиї (7 робіт).